# John Elrington
Sir John Elrington of Udimore († 1483) war ein englischer Ritter.

## Leben
Er machte unter Eduard IV. Karriere und entwickelte sich zu einem wichtigen Finanzverwalter des Königs.
Zunächst begann er als Clerk of the Royal Kitchen, wurde dann 1471 Cofferer of the Household und 1473 als Clerk of Hanaper berufen, beides Positionen in der höheren Finanzverwaltung im direkten Umfeld des Königs.
Ab 1474 bekleidete er die Position als Treasurer of the Household und hatte diese bis zu seinem Tod 1483 inne.
Er wurde 1474 auch zum Constable of Windsor Castle ernannt und begleitete seinen Souverän 1475 im Frankreichfeldzug.  Hier wurde ihm die Hoheit über die Kriegskasse als Treasurer of War anvertraut.
Er wurde 1478 zum Knight of the Bath geschlagen. und diente 1479/80 als Sheriff of Surrey and Essex.
Er erhielt 1479 die Erlaubnis seine Anwesen in Dixter und Udimore zu befestigen und wurde 1480 ins Privy Council berufen.
John Elrington kämpfte 1482 unter Richard, Duke of Gloucester gegen Schottland, wurde hier am 24. Juli zum Knight Banneret erhoben und war auch bei diesem Feldzug als Treasurer of War für die Kriegskasse verantwortlich.
Sir John diente 1483 unter Eduard IV. als Knight of the Kings Body, war zeitweise als Knight of the Shire für Middlesex Mitglied des Parlaments und erhielt erneut den Posten als Constable of Windsor Castle. Sir John war am 6. Juli 1483 bei der Krönung Richard III. zugegen und blieb auch unter Richard III. Knight of the Kings Body.
Sir John Elrington starb Ende 1483.

## Ehe und Nachkommen
Sir John war verheiratet mit Margaret Echingham, Witwe des William Blount.
Das Paar hatte folgende Nachkommen:
- Simon[7]
- Edward[9][7]
- John[7]
- Thomas[7]
- Anne ⚭ Edward Combe[7]
- Joan ⚭ John Colte[7]